# شوربة الهليون بالكريمة

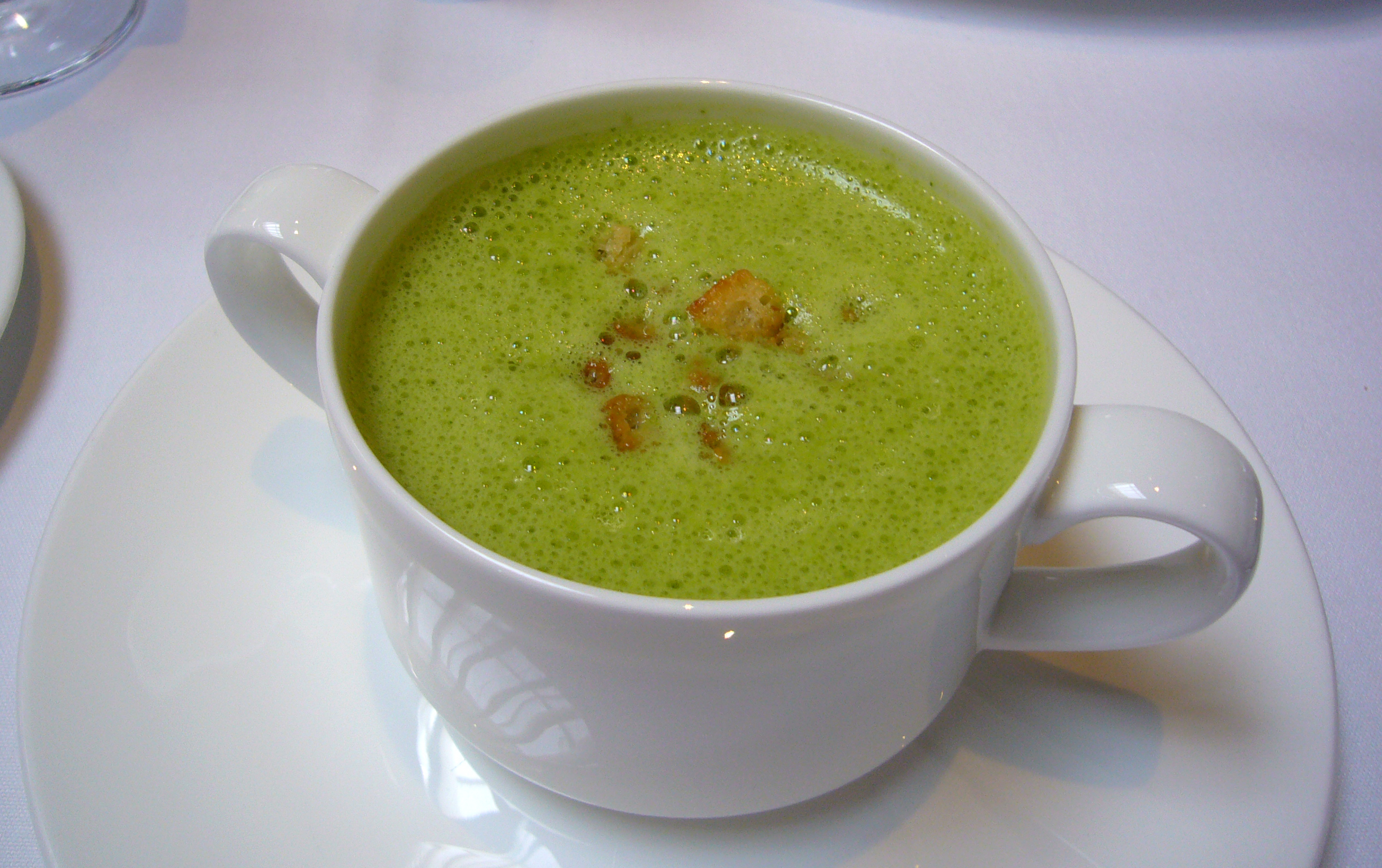
شوربة الهليون

شوربة الهليون بالكريمة هو حساء محضر من نبات الهليون والمرق والحليب أو الكريمة كمكونات أساسية، يمكن تقديم حساء كريمة الهليون ساخنًا أو باردًا ،وينتشر هذا النبات بكثرة في فلسطين وبلادالشام.

## المكونات
يعد الهليون ومرق الدجاج أو الخضار الخفيف والحليب أو الكريمة من المكونات الأساسية، يتم هرس الهليون المطبوخ أو طحنه، يتم تصفية القطع المهروسة من خلال منخل لإزالة مادة الهليون الخيطية، كما يمكن استخدام الهليون الطازج أثناء موسمه في الربيع.
قد تشمل المكونات الإضافية في تحضيره، كريمة خفيفة، حليب مبخر، بصل، ثوم، عصير ليمون، كرفس، ملح، فلفل، كراث وأعشاب مثل الريحان والبقدونس، أو الحليب، في بعض الأحيان يضاف الأرز.

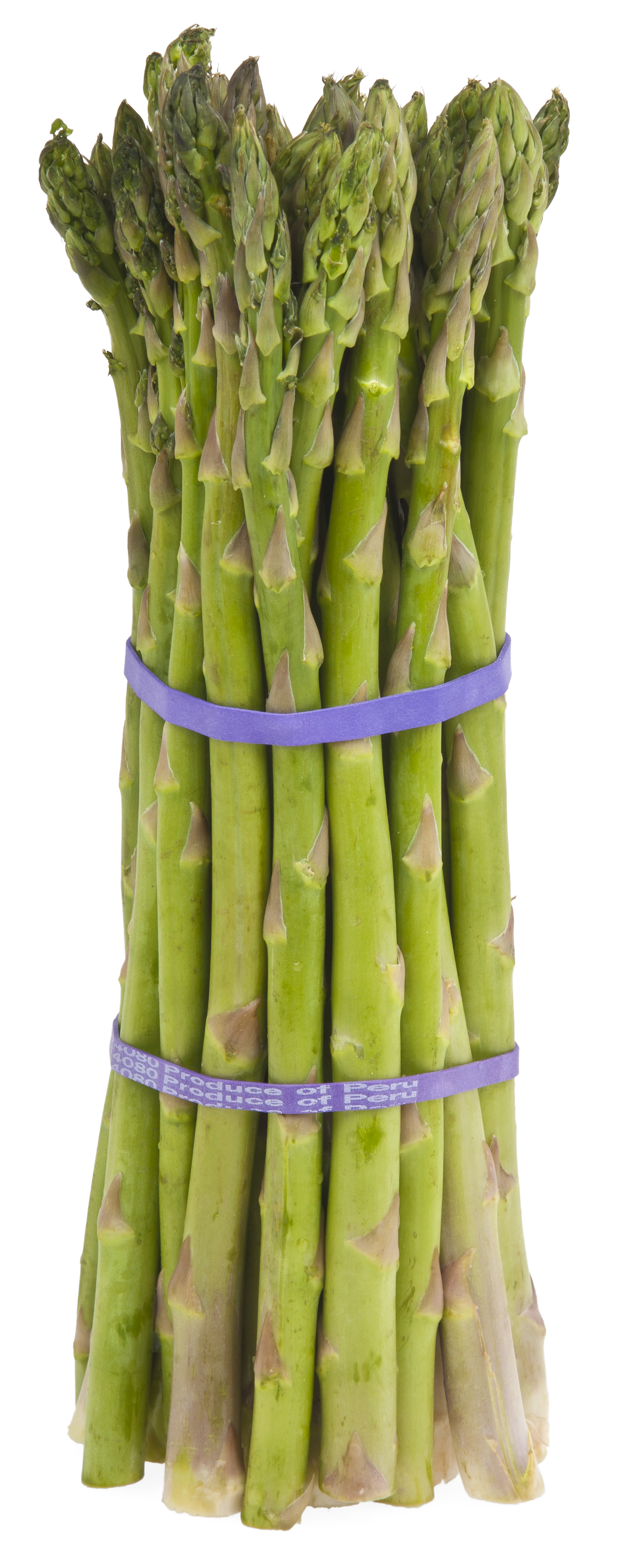
نبات الهليون

يقدم طبق الحساء المطبوخ مع الخبز المحمص،والقشدة الحامضة، القشدة الطازجة، وبعض الأطعمة الأخرى المناسبة.